# Патуакхалі (зіла)
Патуахалі (бенг. পটুয়াখালী, трансліт. Potuakhali) — округ у південно-центральній частині Бангладеш у відділі Барісал. Цей район є головним входом до пляжу Куаката.

## Географія
Він примикає до Бенгальської затоки . Площа району 3220,15 км 2 . 
Місто Патуахалі з трьох сторін оточене річками. Дві великі річки Лаукаті та Лохалія безпосередньо сполучаються з Бенгальською затокою. У місті є внутрішній аеропорт, який використовується для транспорту та приватних подорожей по країні.
В окрузі проживає кілька племінних народів.

## На південь район
У цьому районі є 8 упазил. Вони є:
1. Думки Упазіла
2. Патуахалі Садар Упазіла
3. Мірзагандж Упазіла
4. Бауфал Упазіла
5. Галачіпа Упазіла
6. Дашміна Упазила
7. Рангабалі Упазіла
8. Калапара Упазіла

## Адміністрація
- Адміністратор Zila Porishod: пан Халілур Рахман Мохон[4]
- Заступник комісара (DC): MD. Матіул Іслам Чавдхурі
- Суперінтендант поліції (SP): Mr.Md.Shahidullah PPM